# Lucernsko jezero
Lucernsko jezero je jedno od najvećih švajcarskih jezera (četvrto) koje leži u sredini zemlje.
Jezero Švajcarci zovu Vervaldštrase po četiri Šumska kantona (Valdštrase) nekadašnjim prakantonima Stare švajcarske konfederacije; Uri, Untervalden (današnji kantonima Obwalden i Nidwalden), Schwyz i Luzern.

## Karakteristike
Lucernsko jezero leži na nadmorskoj visini od 434 metra, maksimalna dubina mu iznosi - 214 m, a ukupna površina 114 km². Dugo je nekih 39 km, a široko do 3 km.
Jezero je dobilo ime po gradu Luzernu, koji se nalazi na zapadu, on je najveće naselje duž obala jezera, poznat po brojnim ljetovalištima. Jezero leži okruženo strmim venačkim masivima, od kojih su najpoznatiji Rigi na severu i Pilatus na zapadu.
Veliki rtovi kao što su Horw na zapadu, Burgenstock na jugu, Meggenhorn na sjeveru i Seelisberg na jugu, duboko zadiru u vode jezera, i formiraju njegov nepravilni oblik. Najveća pritoka je rijeka Reuss koja uvire u jezero kod Flüelena na jugoistoku, a izvire kod Luzerna na krajnem zapadu. Pored Reussa jezero prima vode od reka Muota (severoistok) i Engelberger Aa i Sarner Aa (jug).
Lucernsko jezero sastavljeno je od četiri glavna rukavca (uz dva bočna), koja su ostatci četiri glacijacijalne doline, topografski vrlo različite. One odnosno današnja jezera su međusobno povezane samo uskim i vijugavim kanalima. Najistočniji rukavac je Jezero Uri (Urner See), koje se proteže sjeverno od Flüelen sve do Brunnena, gdje se spaja sa Jezerom Gersau (ili Buochs). Ono je samo prirodni nastavak delte rijeke Muote. Još jedan uski prolaz između dva rt ili nosa (nasen) Bürgenstock i Rigi vodi na zapad do Jezera Weggis, koji formira istočni krakLuzernskog križa. Zapadni rukavac tog križa zove se Lucernsko jezero, a sjeverni rukavac - Jezero Küssnacht. Južni krak Luzernskog križa se od Hergiswila, produžuje na jugozapad sve do Jezera Alpnach, sa kojim je spojen uskim kanalom.
Jezero se nalazi u srcu prva četiri prakantona Stare švicarske konfederacije pa su uz njega i njegove rukavce vezani brojni historijski događaji. Na istočnoj obali Jezera Uri je legendarni švicarski nacionalni junak Wilhelm Tell skočio s broda kojim ga je austrijski naglednik Gessler sprovodio u zatvor (danas se na tom mjestu nalazi Tellova kapela). Na zapadnoj obali jezera leži livada Rütli, mjesto legendarnog sastanka osnivača Stare švicarske konfederacije. U Brunnenu je 1315. osnovana Vječna Liga. A pored južnih obala Jezera Küssnacht leži legendarna Hohle Gasse, puteljak na kom je Wilhelm Tell ubio habsburgškog nadstojnika Gesslera.

## Spoljašnje veze
1. 1 2  „Lake Lucerne | lake, Switzerland”. Encyclopedia Britannica (на језику: енглески). Приступљено 2019-10-05.